# كورتني كوكس
كورتني باس كوكس (بالإنجليزية: Courteney Bass Cox)؛ (مواليد 15 يونيو 1964 –) هي ممثلة، ومخرجة، وصانعة أفلام أمريكية ولدت في عائلة جنوبية ثرية. من أشهر أعمالها قيامها بدور شخصية الطباخة مونيكا غيلر في المسلسل الشهير أصدقاء (بالإنجليزية: Friends) الذي عُرض على قناة إن بي سي ما بين 1994–2004، بالإضافة إلي دور غيل ويذرز في سلسلة أفلام الرعب صرخة (بالإنجليزية: Scream) (1996–حتي الآن). تتضمن جوائزها جائزة من نقابة ممثلي الشاشة، وترشيحات لجائزتي إيمي وجائزة غولدن غلوب، ونجمة علي ممر الشهرة في هوليوود.
لدي كوكس دور متكرر في مسلسل إن بي سي السيت كوم روابط عائلية (بالإنجليزية: Family Ties) (1987–1989)، ولعبت بطولة مسلسل إف إكس الدرامي الفضائح (بالإنجليزية: Dirt) (2007–2008)، ومسلسل إيه بي سي/تي بي إس السيت كوم بلدة كوغار (بالإنجليزية: Cougar Town) (2009–2015)، ومسلسل ستارز الكوميدي والمرعب الوادي الساطع (بالإنجليزية: Shining Vale) (2022–2023). تتضمن أفلامها فيلم الخيال والأكشن سادة الكون (بالإنجليزية: Masters of the Universe) (1987)، والفيلم الكوميدي إيس فانتورا: محقق الحيوانات الأليفة (بالإنجليزية: Ace Ventura: Pet Detective) (1994)، والفيلم الكوميدي والرسوم المتحركة الحظيرة (2006)، والفيلم الكوميدي والخيالي قصص ما قبل النوم (بالإنجليزية: Bedtime Stories) (2008)، وفيلم الدراما المستقل أمهات وبنات (بالإنجليزية: Mothers and Daughters) (2016).
تملك كوكس شركة الإنتاج كوكيت برودكشنز (بالإنجليزية: Coquette Productions)، والتي أسستها مع زوجها آنذاك، ديفيد أركيت. أخرجت فيلم الدراما التلفزيوني شقراء مثيرة فارعة (بالإنجليزية: TalhotBlond) (2012)، وفيلم الدراما والكوميديا السوداء فقط قبل أن أرحل (بالإنجليزية: Just Before I Go) (2014)، وكانت المنتجة التنفيذية لبرنامج الألعاب لعبة أسماء المشاهير (بالإنجليزية: Celebrity Name Game) (2014–2017).

## بداية حياتها
والدها هو رجل الأعمال ريتشارد لويس كوكس ووالدتها كورتني كوبلاند (قبل الزواج باس). كانت أصغر الأبناء وهم فيرجينيا، ودوروثي، وريتشارد جونيور. تربت وسط مجتمع مخملي في ماونتن بروك، برمنغهام، ألاباما. صُدمت الفتاة الصغيرة عندما حصل طلاق بين والديها سنة 1974 وقرر حينها الوالد الرحيل إلى فلوريدا.
نتيجة لذلك، أصبحت مراهقة متمردة على الجميع، خصوصًا على والدتها وزوجها رجل الأعمال النيويوركي هانتر كوبلاند. في الوقت الحالي، فإنها أصبحت صديقة جيدة لهما. في مدرسة ماونتن بروك الثانوية، كانت مُشجعة للفرق الرياضية، لاعبي تنس أرضي، وسباحة. في سنتها الأخيرة من الدراسة، تلقت الاختبار الأول لها لكي تصبح عارضة أزياء. ظهرت في إعلان لصالح محل الباريسيون (بالإنجليزية: Parisians). بعد التخرج من المرحلة الثانوية، غادرت ألاباما والتحقت بكلية مونت فيرنون بواشنطن العاصمة (لاحقًا جزء من جامعة جورج واشنطن) لتدرس تخصص الهندسة المعمارية والديكور المنزلي. بعد مرور سنة واحدة، انسحبت من الدراسة الجامعية لكي تركز أكثر في وكالة فورد لتخريج عارضات الأزياء التي انتُسبت لها في نفس السنة. ظهرت في العديد من أغلفة مجلات المراهقين مثل مجلة فوز النمر (بالإنجليزية: Tiger Beat) ومجلة ملكة الجمال الصغيرة (بالإنجليزية: Little Miss) وعدد من أغلفة الروايات العاطفية. ثم اتجهت للقيام بالإعلانات التجارية لصالح ميبلين، ونوكسزيما، وشركة نيويورك للهواتف، وتامباكس. لديها أصول إنجليزية ونورماندية؛ أثناء بحثها عن شجرة عائلتها من أجل مسلسل من تعتقد نفسك؟ (بالإنجليزية: Do You Think You Are?)، اكتشفت أنها من نسل مباشر لويليام الفاتح وإدوارد الأول ملك إنجلترا.

## حياتها المهنية

### عملها المُبكر
بينما تقوم بعروض الأزياء، فإنها كانت تحضر دروسًا للتمثيل، حيث أن حلمها الحقيقي وطموحها المهني في أن تكون ممثلة. عملت كوكس لدي شركة بيثيسدا سوفت ووركس الناشرة لألعاب الفيديو في فترة الثمانينات. في سنة 1984، شاركت في حلقة واحدة من المسلسل كما يتحول العالم (بالإنجليزية: As the World Turns) بشخصية باني. أول فرصة حقيقية للشهرة كانت التمثيل في فيديو كليب أغنية المطرب بروس سبرينغستين "الرقص في الظلام" (بالإنجليزية: Dancing in the Dark) ومن إخراج بريان دي بالما. لعبت دور امرأة شابة تصعد علي خشبة المسرح في مركز سانت بول المدني للرقص مع سبرينغستين. في سنة 1985، انتقلت إلى لوس أنجلوس لتقوم ببطولة المسلسل قصور العلم (بالإنجليزية: Misfits of Science) مع الممثل دين بول مارتن بدور غلوريا دينالو. بعد عدة سنوات، اختيرت من بين عدة آلاف فتيات للقيام بدور لورين ميلر صديقة الممثل مايكل جي فوكس في المسلسل روابط عائلية (بالإنجليزية: Family Ties). تضمنت أعمالها التلفزيونية المبكرة أدوار بطولية كضيفة شرف في مسلسل الدراما الكوميدية علي قناة أيه بي سي قارب الحب (بالإنجليزية: The Love Boat) (1986)، ومسلسل الدراما والجريمة علي قناة سي بي إس هي كتبت جريمة قتل (بالإنجليزية: Murder, She Wrote) (1986). شملت أدوارها السينمائية المبكرة دورها في سادة الكون (بالإنجليزية: Masters of the Universe) (1987)، وشرنقة: العودة (بالإنجليزية: Cocoon: The Return) (1988)، وسأكون بالمنزل لعيد الميلاد (بالإنجليزية: I'll Be Home for Christmas) (1988).
في سنة 1989، تم وقف إنتاج مسلسل روابط عائلية، وشهدت مسيرة كورتيني كوكس الفنية انتكاسة وقدمت الفيلم السيئ السيد مصير (بالإنجليزية: Mr. Destiny) مع الممثل مايكل كين في سنة 1990، والذي لعبت فيه دور جويل جاغر، المساعدة القوية للغاية للاري بوروز (جيمس بيلوشي).

### التسعينات: انطلاقتها الدولية

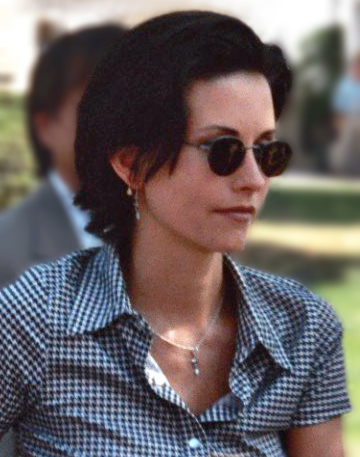
كوكس في 1995

في عام 1993، شاركت كوكس في بطولة مسلسل سي بي إس السيت كوم القصير المشكلة مع لاري (بالإنجليزية: The Trouble with Larry)، بجانب برونسون بينشوت، وبيري كينغ. في سنة 1994، عادت مسيرتها إلى الطريق الصحيح بموافقتها على بطولة الفيلم إيس فانتورا: محقق الحيوانات الأليفة (بالإنجليزية: Ace Ventura: Pet Detective) مع الممثل جيم كاري، مما زاد إعجاب المشاهدين بها. لعبت كذلك دور حبيبة جيري ساينفيلد، ميرل، في حلقة مسلسل ساينفيلد "الزوجة".
في عام 1994، طُلب من كوكس إجراء اختبار أداء لدور البطولة كرايتشل غرين في مسلسل سيت كوم جديد، أصدقاء (بالإنجليزية: Friends)؛ تم اختيارها لدور مونيكا غيلر بدلاً من ذلك. في البداية، كانت كوكس أشهر عضو في فريق التمثيل في العرض الجديد، وانضمت إلي جينيفر أنيستون (رايتشل غرين)، وليزا كودرو (فيبي بوفيه)، ومات لوبلان (جوي تريبياني)، وماثيو بيري (تشاندلر بينغ)، وديفيد شويمر (روس غيلر) في ما أصبح أشهر أدوارها، والذي استمر لمدة عشرة مواسم حتى عام 2004. يُشار إلي المسلسل عادةً بأنه أحد أعظم مسلسلات السيت كوم علي الإطلاق. وفقًا لموسوعة غينيس للأرقام القياسية (2005)، أصبحت كوكس (إلي جانب زميلاتاها في بطولة العمل) الممثلة التلفزيونية الأعلي أجرًا علي الإطلاق، حيث حصلت علي مليون دولار أمريكي لكل حلقة للموسمين الأخيرين من أصدقاء. وقد حقق توزيع المسلسل لكوكس وزميلاتاها في التمثيل ما يُقدر بنحو 20 مليون دولار من الأرباح المتبقية السنوية. في عام 1995، شاركت في فيديو كليب أغنية "نوايا حسنة" لفرقة تود ذا ويت سبروكيت. كما ظهرت الأغنية في الموسيقى التصويرية لمسلسل أصدقاء.
بين الموسمين الخامس والسادس، تزوجت من ديفيد أركيت، وبالتالي غيّرت اسمها إلي كورتني كوكس أركيت. وردت إشارة ساخرة إلي هذا في مقدمة "حلقة ما بعد فيغاس"، حيث أُضيفت كلمة "أركيت" إلي أسماء بقية الممثلين. يظهر الإهداء "إلي كورتني وديفيد، واللذين تزوجا" – في إشارة إلي قرار مونيكا وتشاندلر بعدم الزواج في الحلقة – خلال مشهد التلاشي إلي مشهد العلامة.
بعد نجاحها الساحق في الأداء الكوميدي في المسلسل الشهير أصدقاء (بالإنجليزية: Friends)، قررت كوكس أن تختبر قدراتها الدرامية في شخصية فتاة عمياء مُغتصبة في الفيلم التلفزيوني الرسام 2: اليدان التي تري (بالإنجليزية: Sketch Artist II: Hands that See) الذي عُرض على قناة شوتايم (بالإنجليزية: Showtime) سنة 1995. ثم استطاعت أن تسبق جميع زملائها في مسلسل أصدقاء (بالإنجليزية: Friends) نحو الشهرة على المستوى السينمائي عندما قامت ببطولة الفيلم صرخة (بالإنجليزية: Scream)، من إخراج ويس كرافن، سنة 1996. وقامت بدور المذيعة الإعلامية المشهورة غيل ويذرز، وحقق فيلم الرعب والإثارة أكثر من 100 مليون دولار أمريكي في شباك التذاكر ونتيجة لذلك، قامت بأداء نفس الشخصية في الأجزاء التالية صرخة 2 (بالإنجليزية: Scream 2) سنة 1997، وصرخة 3 (بالإنجليزية: Scream 3) سنة 2000. تُعد السلسلة أحد أعلي سلاسل الرعب ربحًا واستحسانًا نقديًا علي الإطلاق. عُرفت شخصية كوكس جيدًا في تلك السلسلة "بتعليقاتها اللاذعة وكونها متسلطة ببراعة". التقت بزوجها السابق، ديفيد أركيت، الذي لعب دور حبيبها علي الشاشة، دوايت "ديوي" رايلي، أثناء تصوير الجزء الأول من سلسلة صرخة.
استضافت كوكس حلقة من برنامج الأسكتشات المتنوعة ساترداي نايت لايف (بالإنجليزية: Saturday Night Live) في يوليو 1995. لسوء الحظ فإن أدائها في الفيلم وصايا (بالإنجليزية: Commandments) سنة 1997 لم يحقق لها النجاح كما حققه فيلم المخرج ويس كرافين. وأدت في هذا الفيلم دور الزوجة غير السعيدة مع الممثل أنتوني لاباليا وتخوض في علاقة عاطفية مع أخيه الممثل أيدان كوين. ظهرت كذلك في فيلم الإثارة والجريمة مروج المخدرات (بالإنجليزية: The Runner).

### الألفينات: استمرارها في النجاح
بعد سلسلة من الأفلام غير الناجحة في سنة 2001 وهي 3000 ميل إلى غريسلاند (بالإنجليزية: 3000 Miles to Gracel)، والمعالج النفسي موجود (بالإنجليزية: The Shrink Is In)، وتحسن قريبًا (بالإنجليزية: Get Well Soon)، فإن كورتيني كوكس ركزت على تمثيلها في مسلسلها الشهير وزواجها من ديفيد أركيت. وبانتهاء الجزء الأخير من مسلسل أصدقاء في سنة 2004 وبعد إنجاب ابنتها كوكو، فإنها قررت أن تخوض مجال الإنتاج عبر تأسيس شركة للإنتاج الفني بالمشاركة مع زوجها وأسمياها كوكيت (بالإنجليزية: Coquette)، وبدئا بإنتاج البرنامج الواقعي ميكس إت أب (بالإنجليزية: Mix It Up) موسم 2003–2004. وتدور قصة البرنامج حول القيام بالصلح بين زوجين أو حبيبين على وشك الانفصال. انخفضت نسب مشاهدة مسلسل أسلوب الحياة الذي عُرض علي قناة وي، ولم يُجدد لموسم ثانٍ. بعد انتهاء مسلسل أصدقاء، كانت كوكس الخيار الأول للمنتج مارك شيري لتُعرض عليها دور البطولة في مسلسل ربات بيوت يائسات (بالإنجليزية: Desperate Housewives) بدور سوزان ماير، لكن حملها منعها من ذلك، فذهب الدور لاحقًا إلي تيري هاتشر. بعد بضع سنوات، وقّعت كوكس عقدًا مع استوديوهات إيه بي سي (المعروفة سابقًا باسم تلفزيون تاتشستون) لبطولة مسلسلها الخاص.
لعبت دور البطولة في فيلم الدراما المستقل نوفمبر (2005) (بالإنجليزية: November)، والذي عُرض في دور عرض محدودة. وظهرت كضيفة شرف في النسخة الجديدة ذات الميزانية الضخمة من فيلم أطول يارد (2005) (بالإنجليزية: The Longest Yard) بدور لينا، صديقة بول كرو (آدم ساندلر)، وشاركت تيم ألين بطولة فيلم زوم (2006) (بالإنجليزية: Zoom) الذي لاقي انتقادات لاذعة من النقاد. أدت كوكس صوت البقرة ديزي في فيلم الرسوم المتحركة الحظيرة (2006) (بالإنجليزية: Barnyard). انتشرت شائعات عن إنتاج فيلم لمّ شمل لمسلسل أصدقاء بعد نجاح فيلم الجنس والمدينة (2008) (بالإنجليزية: Sex and the City)، لكن نُفي ذلك لاحقًا بواسطة وارنر بروس. وشركات أخري.
لعبت كوكس دور لوسي سبيلر، محررة صحيفة شعبية ساخرة، في مسلسل الدراما التلفزيونية الفضائح (بالإنجليزية: Dirt) علي قناة إف إكس، والذي عُرض لأول مرة عام 2007. كانت كوكس وزوجها آنذاك ديفيد أركيت المنتجان التنفيذيان للمسلسل. أُلغي المسلسل في نهاية المطاف بعد موسمه الثاني عام 2008. في يوليو 2008، أعلنت مجلة إنترتينمنت ويكلي أن كوكس وقّعت عقدًا لبطولة منحني مُكون من ثلاث حلقات من مسلسل الكوميديا الطبية التلفزيوني سكرابز (بالإنجليزية: Scrubs). في ذلك العام أيضًا، شاركت في بطولة فيلم الكوميديا الخيالية قصص ما قبل النوم (بالإنجليزية: Bedtime Stories)، حيث عادت إلي التمثيل مع زميلها آدم ساندلر. كما تولّت الإنتاج التنفيذي للفيلم الدرامي القصير الخادم مُغرم (بالإنجليزية: The Butler's in Love)، من إخراج ديفيد أركيت.
ظهرت كوكس كضيفة شرف في منحني قصصي من ثلاث حلقات في مسلسل كوميديا الويب العلاج عبر الويب (2009) (بالإنجليزية: Web Therapy) للنجمة ليزا كودرو، زميلتها السابقة في مسلسل أصدقاء. في عام 2009 أيضًا، بدأت دورها كنجمة مسلسل أحادي الكاميرا الكوميدي علي قناة إيه بي سي بلدة كوغار (بالإنجليزية: Cougar Town)، حيث لعبت دور أم عزباء جديدة تبلغ من العمر 40 عامًا تبحث عن تجارب جديدة. يُعد هذا العمل أنجح عمل لكوكس منذ مسلسل أصدقاء، حيث حصلت علي ترشيح لجائزة غولدن غلوب لأفضل ممثلة - مسلسل تلفزيوني موسيقي أو كوميدي. كان من المقرر عرض الموسم الثالث من المسلسل لأول مرة في نوفمبر 2011 لكن تم تأجيله إلي 14 فبراير 2012. أخرجت كوكس حلقتين من أصل خمس عشرة حلقة في ذلك الموسم. عُرض الموسم الرابع لأول مرة في 8 يناير 2013. انتهي المسلسل في 31 مارس 2015، بعد ستة مواسم.

### عقد 2010: أولي تجاربها في الإخراج والتوسع

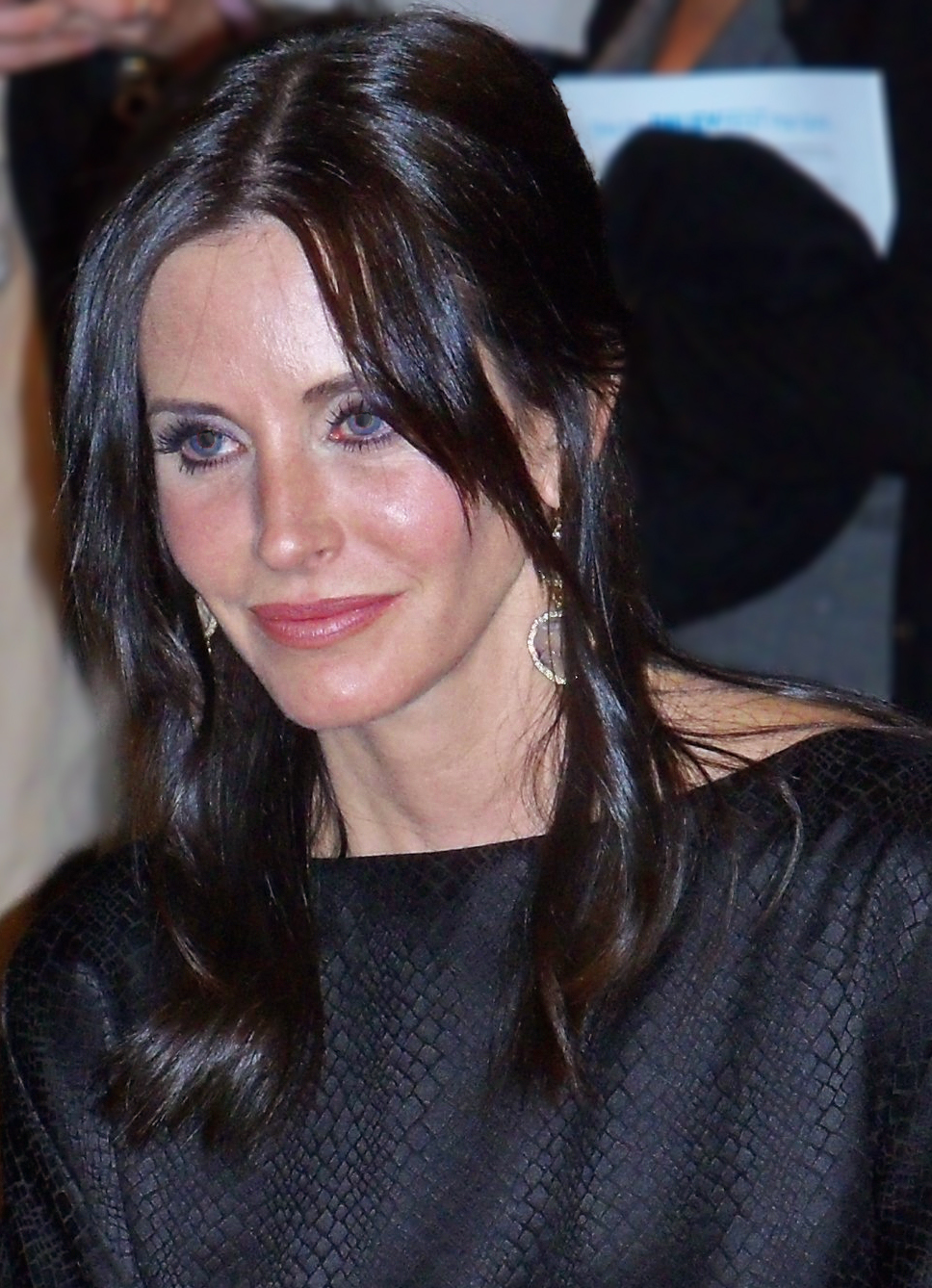
كوكس في بالي فيست في 2010

عادت كوكس إلي دورها كغيل ويذرز من ثلاثية صرخة للتتمة صرخة 4 (بالإنجليزية: Scream 4). تم إصدار الفيلم في دور العرض في 15 أبريل 2011. خاضت أولي تجاربها في الإخراج وظهرت كضيفة شرف في فيلم لايف تايم الدرامي التلفزيوني شقراء مثيرة فارعة (بالإنجليزية: TalhotBlond)، والذي عُرض لأول مرة علي القناة في 23 يونيو 2012.
في 2014، أخرجت كوكس وأنتجت فيلم الكوميديا السوداء فقط قبل أن أرحل (بالإنجليزية: Just Before I Go)، بطولة شون ويليام سكوت وإليشا كثبيرت. عُرض الفيلم لأول مرة في مهرجان تريبيكا السينمائي في 24 أبريل 2014، وعُرض في دور عرض مُختارة 24 أبريل 2015. من 2014 إلى 2017، تولت الإنتاج التنفيذي لبرنامج الألعاب المُوزع لعبة أسماء المشاهير (بالإنجليزية: Celebrity Name Game)، قدمه كريغ فيرغسون. انتهي البرنامج بعد ثلاثة مواسم. رشحها البرنامج لجائزة إيمي داي تايم لأفضل برنامج ألعاب.
في عام 2016، شاركت كوكس في بطولة فيلم الدراما المستقل أمهات وبنات (بالإنجليزية: Mothers and Daughters)، إلي جانب سوزان سارندون، وميرا سورفينو، وشارون ستون. صدُر الفيلم في 6 مايو 2016 ولقي انتقادات سلبية واسعة. في عام 2019، أنتجت كوكس وكانت المنتجة تنفيذيًا لمسلسل فيسبوك ووتش الوثائقي تسعة أشهر مع كورتني كوكس (بالإنجليزية: 9 Months with Courteney Cox)، والذي يركز علي "أشخاص من جميع أنحاء البلاد من مختلف الأعراق، والأديان، والطبقات الاجتماعية، وهم يوثقون بأنفسهم رحلة ال9 أشهر من حملهم". استمر عرضه لثلاثة مواسم حتي عام 2021.

### عقد 2020: عملها الحالي
في عام 2020، شاركت كوكس كضيفة شرف في المسلسل الكوميدي عائلة عصرية (بالإنجليزية: Modern Family) على قناة إيه بي سي. اجتمعت كوكس مجددًا مع زملائها في مسلسل أصدقاء في حلقة لم شمل خاصة بعنوان أصدقاء: لم الشمل (بالإنجليزية: Friends: The Reunion)، والتي عُرضت في 27 مايو 2021 علي إتش بي أو ماكس. رُشِّحت كوكس لجائزة إيمي برايم تايم لأفضل حلقة خاصة مُنوعة (مُسجلة مُسبقًا). في العام نفسه، أطلقت خط منتجاتها المنزلية، سُمي هوم كورت. شاركت أيضًا في الحلقة الخاصة غرفة هروب المشاهير (بالإنجليزية: Celebrity Escape Room) لجمع 150 ألف دولار أمريكي لصالح يوم الأنف الأحمر.
أعادت كوكس تمثيل دور غيل ويذرز في الجزء الخامس من سلسلة أفلام صرخة (بالإنجليزية: Scream)، والذي أخرجه مات بيتينيلي أولبين وتايلر غيليت. تم إصدار الفيلم في 14 يناير 2022، وحقق نجاحًا كبيرًا في شباك التذاكر وتلقي مراجعات إيجابية. كذلك في عام 2022، وقّعت عقدًا للعب البطولة بجانب غريغ كينير في مسلسل الرعب الكوميدي الوادي الساطع (بالإنجليزية: Shining Vale) علي قناة ستارز، تأليف شارون هورغان وجيف أستروف؛ وتؤدي فيه دور باتريشيا "بات" فيلبس، والتي تنقل عائلتها "من 'جنون' المدينة إلي منزل قديم وكبير في الضواحي حيث يتصادم الشر والفكاهة."
أعادت كوكس تمثيل دورها كغيل ويذرز في فيلم صرخة السادس (بالإنجليزية: Scream VI)، والذي تولت فيه أيضًا دور المنتجة التنفيذية. صدُر الفيلم في 9 مارس 2023، وحقق نجاحًا كبيرًا في شباك التذاكر وحظي بمراجعات إيجابية. وفي عام 2023 أيضًا، حصلت علي نجمة في ممشى المشاهير في هوليوود. ومن المقرر أن تقوم بدور المنتجة التنفيذية والبطولة في دور بريتاني فاغنر في اقتباس سبيكتروم أوريجنالز للمسلسل الوثائقي الفرصة الأخيرة لك (بالإنجليزية: Last Chance U).

## العائلة
ولد والدها، ريتشارد كوكس، في 1931. طلق والدتها في 1974. تزوج من والدتها مرة أخرى في 1975، وطلقها مرة أخرى في 1976. خضع للعلاج ضد سرطان الكبد في 2001، وتوفي في 3 سبتمبر 2001. ولدت والدتها، كورتيني كوبلاند، عام 1934. بعد طلاقها الثاني من والدها، تزوجت من رجل الأعمال هانتر كوبلاند (عم المروج الموسيقي ورجل الأعمال يان كوبلاند وطبال فرقة ذا بوليس ستيوارت كوبلاند) في 1976. توفيت عام 2020. شقيقها، ريتشارد كوكس، أكبر منها. ولديها شقيقتان، فيرجينيا ودوروثي، أكبر منها أيضًا.

## الحياة الشخصية
واعدت كوكس الممثل مايكل كيتون من عام 1989 إلى عام 1995.
تزوجت كوكس من شريكها في بطولة سلسلة أفلام صرخة ديفيد أركيت في 12 يونيو 1999، في كاتدرائية غريس في سان فرانسيسكو. لدى الزوجين ابنة ولدت في يونيو 2004.
جينيفر أنيستون هي العرابة. كشفت كوكس أنها عانت من اكتئاب ما بعد الولادة بعد ستة أشهر من الولادة (ولادة طفلتها).
في 11 أكتوبر 2010، أعلنت كوكس وأركيت أنهما انفصلا، على الرغم من أنهما ما زالا يحتفظان بصداقة وثيقة وعلاقة تجارية مستمرة في شركة كوكيت للإنتاج.
في يونيو 2012، تقدم أركيت بطلب الطلاق بعد ما يقرب من عامين من الانفصال عن كوكس. أصبح الطلاق نهائيًا في مايو 2013.
بدأت كوكس بمواعدة عضو فرقة سنو باترول جوني ماكديد في أواخر عام 2013. أعلن الثنائي خطوبتهما في يونيو 2014. بعد فترة وجيزة فسخا الخطوبة، لكنهما ظلا حبيبين.
في عام 2020، قالت كوكس إنها لا تتذكر الكثير عن حبكة حلقات مسلسل أصدقاء بسبب "ذاكرتها السيئة" وأنها بدأت بمشاهدة المسلسل مجددًا.
كوكس تمارس رياضة بودوكان كاراتيه. تملك ثلاثة كلاب وأسمائهم: إيلا، راجز، ومستر مكباركر. تحب شراء البيوت بأسعار بسيطة، ثم تجديدها وبعد ذلك بيعها بأسعار مرتفعة.

## متفرقات

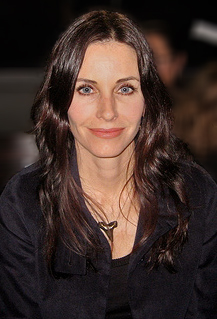
كوكس في أسبوع نيويورك للموضة، فبراير 2009.

تشارك في الاحتفال بعيد مولدها مع الممثلون نيل باتريك هاريس، وهيلين هانت، وشاين ستانلي، وجيك بوسي، وليا ريميني، وآيس كيوب. في سنة 1984، عملت في وكالة تذاكر الحفلات المملوكة من قِبل أيان كوبلاند، قريب زوج والدتها. في منتصف الثمانينات، قدمت برنامج بعنوان موسيقى هذا الأسبوع (بالإنجليزية: This Week's Music). بلغ أجرها عن قيامها بالتمثيل في فيديو كليب "الرقص في الظلام" (بالإنجليزية: Dancing in the Dark) 350 دولار أمريكي فقط.
تقدمت أولاً لتجربة أداء دور شخصية ريتشيل في مسلسل أصدقاء (بالإنجليزية: Friends)، والذي حصلت عليه الممثلة جينيفر أنيستون، فحصلت كوكس علي شخصية مونيكا غيلر.
الوحيدة من بين أبطال مسلسل أصدقاء (بالإنجليزية: Friends) التي لم تترشح لإحدى جوائز مهرجان إيمي الشهير.
شارك زوجها ديفيد أركويت ببطولة الفيلم لم تُقبل من قبل (بالإنجليزية: Never Been Kissed) بشخصية روبرت غيلر.
اختارتها مجلة بيبول ضمن قائمة مؤلفة من 50 امرأة الأجمل لسنة 1995.
اختارتها مجلة بيبول أفضل عشيقة جنسية لسنة 1995. اختيرت كأفضل ممثلة تلفزيونية متأنقة لسنة 1997م. في استفتاء لقراء مجلة إف إتش إم، احتلت المركز التاسع ضمن أكثر النساء إثارةً لسنتي 1997 و1998. في سنة 1999، خضعت لعملية ليزر لتصحيح نظرها. في استفتاء مجلة ستاف (بالإنجليزية: Stuff)، احتلت المركز الثامن عشر ضمن أكثر نساء الأرض إثارةً لسنة 2002. تعشق الفرقة الموسيقية فو فايترز (بالإنجليزية: Foo Fighters). تستطيع العزف على البيانو والطبل.
حدث اختلاف شديد بين كورتيني وزوجها حول تسمية طفلتهما. تقضي العادات في جنوب أمريكا بتسمية الطفلة باسم والدتها، بينما تقضي التقاليد اليهودية التي يتبعها ديفيد بعدم إطلاق أسماء أشخاص أحياء على أطفالهم. وتوصلوا إلى حل وسط، وهو تسمية الطفلة باسم الدلع للأم وهو كوكو. عضوة في أخوية ديلتا زيتا.

## الأفلام السينمائية
| السنة | اسم الفيلم                          | اسم الشخصية       | ملاحظات     |
| 1987  | ملتوٍ لأسفل                          | تارا              |             |
| 1987  | سادة الكون                          | جولي وينستون      |             |
| 1988  | شرنقة: العودة                       | سارة              |             |
| 1990  | تحريك الشجرة                        | كاثلين            |             |
| 1990  | السيد مصير                          | جيويل جاجر        |             |
| 1991  | الصحراء الزرقاء                     | ليزا روبرتس       |             |
| 1992  | الجنس الآخر وكيفية التعايش معهم     | كاري دافنبورت     |             |
| 1994  | إيس فانتورا: محقق الحيوانات الأليفة | ميليسا روبينسون   |             |
| 1996  | صرخة                                | غيل ويذرز         |             |
| 1997  | وصايا                               | ريتشيل لوس        |             |
| 1997  | صرخة 2                              | غيل ويذرز         |             |
| 1999  | مروج المخدرات                       | كارينا            |             |
| 2000  | صرخة 3                              | غيل ويذرز         |             |
| 2001  | 3000 ميل إلى غريسلاند               | سيبيل وينغرو      |             |
| 2001  | المعالج النفسي موجود                | سامانثا كرامب     |             |
| 2001  | نتمني لك الشفاء العاجل              | ليلي تشارلز       |             |
| 2004  | نوفمبر                              | صوفي جاكوبس       |             |
| 2005  | أطول يارد                           | لينا              | غير مُعتمد   |
| 2006  | الحظيرة                             | البقرة ديزي (صوت) |             |
| 2006  | زوم                                 | مارشا هولوواي     |             |
| 2006  | المسافر                             | سينثيا            |             |
| 2008  | مثلث الحب الفضائي                   | أليس              | فيلم قصير   |
| 2008  | قصص ما قبل النوم                    | ويندي             |             |
| 2011  | صرخة 4                              | غيل ويذرز رايلي   |             |
| 2012  | هل حصلت علي الحقوق؟                 | شخصية مشهورة      | فيلم قصير   |
| 2016  | أمهات وبنات                         | بيث               |             |
| 2020  | لا يمكنك قتل ديفيد أركيت            | بنفسها            | فيلم وثائقي |
| 2022  | صرخة                                | غيل ويذرز         |             |
| 2023  | صرخة 6                              | غيل ويذرز         |             |
| ----- | ----------------------------------- | ----------------- | ----------- |

## الأفلام التلفزيونية
| السنة | اسم الفيلم                                          | اسم الشخصية  |
| 1986  | سيلفان في الجنة                                     | لوسي أبل     |
| 1987  | إذا كان يوم الثلاثاء، فلا يزال يتعين أن تكون بلجيكا | هانا ويشوكي  |
| 1988  | سأكون في المنزل لعيد الميلاد                        | نورا باندي   |
| 1989  | روكسان: جائزة بوليتزر                               | جاكي كيمبرلي |
| 1990  | الفضول يقتل                                         | جوين         |
| 1992  | القتال من أجل الطفل                                 | كاثرين       |
| 1995  | فنان الرسم 2: الأيدي التي تري                       | إيمي أوكونور |
| 2012  | شقراء مثيرة فارعة                                   | أماندا       |
| ----- | --------------------------------------------------- | ------------ |

## المسلسلات التلفزيونية
| السنة     | اسم المسلسل                           | اسم الشخصية                    | ملاحظات                                  |
| 1984      | كما يتحول العالم                      | باني                           | حلقة: "1.5000"                           |
| 1985      | اسم الكود: فوكس فاير                  | مضيفة الطيران / إيمي           | حلقتان                                   |
| 1985–1986 | انحرافات العلم                        | جلوريا ديناللو                 | دور رئيسي                                |
| 1986      | قارب الحب                             | كارول                          | حلقة: "المتهور / تصورني جاسوسًا / النائم" |
| 1986      | كتبت جريمة قتل                        | كارول بانيستر                  | حلقتان                                   |
| 1987–1989 | روابط عائلية                          | لورين ميلر                     | دور متكرر                                |
| 1989      | حتي نلتقي مرة أخري                    | ماري فريدريك 'فريدي' دي لانسيل | حلقتان                                   |
| 1991      | مورتون وهايز                          | الأميرة لوسي                   | حلقة: "أوفس في البحر"                    |
| 1992      | احلم                                  | أليشا                          | حلقة: "تعالوا واطرقوا بابنا..."          |
| 1993      | المشكلة مع لاري                       | غابرييلا إيسدين                | دور متكرر                                |
| 1994      | ساينفلد                               | ميريل                          | حلقة: "الزوجة"                           |
| 1994–2004 | أصدقاء                                | مونيكا غيلر                    | دور رئيسي؛ 236 حلقة                      |
| 1995      | برنامج لاري ساندريس                   | نفسها                          | حلقة: "فكرة لاري الكبيرة"                |
| 1999      | في سعادة دائمة: حكايات خرافية لكل طفل | لحم الخنزير المالح الزمردي     | حلقة: "ثلاثة خنازير صغيرة"               |
| 2005      | ريهاب                                 | تايلور كينيدي                  | حلقة تجريبية غير مُباعة                   |
| 2007–2008 | الفضائح                               | لوسي سبيلر                     | دور رئيسي                                |
| 2009      | سكرابز                                | دكتور مادوكس                   | 3 حلقات                                  |
| 2009      | العلاج بالويب                         | سيرينا دوفال                   | مسلسل ويب؛ 3 حلقات                       |
| 2009–2015 | بلدة كوغار                            | جولز كوب                       | دور رئيسي                                |
| 2011      | العلاج بالويب                         | سيرينا دوفال                   | حلقة: "التحليل النفسي"                   |
| 2011      | عيادة خاصة                            | امرأة                          | دور غير مُعتمد؛ حلقة: "الخطوة الأولي"     |
| 2013      | استمر                                 | تاليا                          | حلقة: "مشاكل المطابقة"                   |
| 2014–2016 | التاريخ الثمل                         | إديث ويلسون                    | حلقتان                                   |
| 2015      | بالكاد مشهورة                         | نفسها                          | حلقة: "الجوارب المفضلة"                  |
| 2016      | قضية خيرية                            | هايلي                          | حلقة تجريبية غير مُباعة                   |
| 2016      | الجري الجامح مع بير غريلز             | نفسها                          | حلقة: "كورتني كوكس"                      |
| 2017      | من تعتقد نفسك؟                        | نفسها                          | حلقة: "كورتني كوكس"                      |
| 2018      | وقح                                   | جين فاغنر                      | حلقة: "واجهي الأمر، أنتِ رائعة"           |
| 2019–2021 | 9 أشهر مع كورتني كوكس                 | نفسها / مضيفة                  | مبتكرة أيضًا                              |
| 2020      | العائلة الحديثة                       | نفسها                          | حلقة: "بريسكوت"                          |
| 2021      | أصدقاء: لم الشمل                      | نفسها                          | حلقة تلفزيونية خاصة                      |
| 2022–2023 | الوادي الساطع                         | باتريشيا "بات" فيلبس           | دور رئيسي                                |
| --------- | ------------------------------------- | ------------------------------ | ---------------------------------------- |

## البرامج التلفزيونية
| السنة     | اسم البرنامج                 | الدور       | ملاحظات                                     |
| 1995      | ساترداي نايت لايف            | نفسها/مضيفة | حلقة: "كورتني كوكس / فرقة ديف ماثيوز"       |
| 2000      | دبليو سي دبليو مونداي نايترو | نفسها       | حلقة: "#5.33"                               |
| 2003      | ماد تي في                    | نفسها       | حلقة: "#9.3"                                |
| 2014–2017 | لعبة أسماء المشاهير          | نفسها       |                                             |
| 2017      | خارج الكاميرا مع سام جونز    | نفسها       | حلقة: "كورتني كوكس"                         |
| 2017      | برنامج الغونغ                | نفسها       | حلقة: "ويل آرنيت / كورتني كوكس / آيلا فيشر" |
| 2020      | غرفة هروب المشاهير           | نفسها       | حلقة خاصة عن يوم الأنف الأحمر               |
| --------- | ---------------------------- | ----------- | ------------------------------------------- |

## منتجة
| السنة     | اسم العمل الفني         | نوع العمل الفني        |
| 2001      | المعالج النفسي موجود    | فيلم                   |
| 2003      | امزجه                   | مسلسل                  |
| 2005      | ريهاب                   | حلقة تجريبية غير مُباعة |
| 2005      | السنجاب القذر           | فيلم تلفزيوني          |
| 2005      | يوميات البرامج الحوارية | فيلم تلفزيوني          |
| 2005      | أخبار منتصف الليل       | فيلم تلفزيوني          |
| 2005–2007 | ديزي تفعل أمريكا        | مسلسل                  |
| 2006      | المسافر                 | فيلم                   |
| 2007      | الفضائح                 | مسلسل                  |
| 2008      | رئيس الخدم في علاقة حب  | فيلم قصير              |
| 2009–2015 | بلدة كوغار              | مسلسل                  |
| 2012      | شقراء مثيرة فارعة       | فيلم تلفزيوني          |
| 2013      | تريباهوليكس             | فيلم تلفزيوني          |
| 2014–2017 | لعبة أسماء المشاهير     | برنامج مسابقات         |
| 2014      | فقط قبل أن أرحل         | فيلم                   |
| 2016      | قضية خيرية              | حلقة تجريبية غير مُباعة |
| 2019–2021 | 9 أشهر مع كورتني كوكس   | مسلسل وثائقي           |
| 2021      | فريندز: لم الشمل        | حلقة تلفزيونية خاصة    |
| 2022–2023 | الوادي الساطع           | مسلسل                  |
| 2023      | صرخة 6                  | فيلم                   |
| --------- | ----------------------- | ---------------------- |

## مخرجة
| السنة     | اسم العمل الفني   | نوع العمل الفني |
| 2014      | فقط قبل أن أرحل   | فيلم            |
| 2009–2015 | بلدة كوغار        | مسلسل           |
| 2012      | شقراء مثيرة فارعة | فيلم تلفزيوني   |
| --------- | ----------------- | --------------- |

## أجور بعض الأفلام السينمائية
| السنة | اسم الفيلم                          | الأجر بالدولار الأمريكي |
| 1987  | سادة الكون                          | 50.000                  |
| 1994  | إيس فانتورا: محقق الحيوانات الأليفة | 200.000                 |
| 1996  | صرخة                                | 1.000.000               |
| 1997  | وصايا                               | 1.000.000               |
| 1997  | صرخة 2                              | 5.000.000               |
| 2000  | صرخة 3                              | 7.000.000               |
| 2001  | 3000 ميل إلى غريسلاند               | 7.500.000               |
| 2004  | نوفمبر                              | 150.000                 |
| ----- | ----------------------------------- | ----------------------- |

## الجوائز
| السنة | اسم المهرجان الفني | الجائزة                                                               |
| 1995  | التفاحة الذهبية    | أفضل ممثلة مُكتشفة للسنة                                               |
| 2000  | اختيار المراهقين   | أفضل ثنائي مُحب (بالإضافة إلى ديفيد أركويت) عن دورهما في الفيلم صرخة 3 |
| ----- | ------------------ | --------------------------------------------------------------------- |

## روابط خارجية
- كورتني كوكس على موقع IMDb (الإنجليزية)
- كورتني كوكس على موقع الموسوعة البريطانية (الإنجليزية)
- كورتني كوكس على موقع روتن توميتوز (الإنجليزية)
- كورتني كوكس على موقع قاعدة بيانات الأفلام العربية
- كورتني كوكس على موقع ألو سيني (الفرنسية)
- كورتني كوكس على موقع ميوزك برينز (الإنجليزية)
- كورتني كوكس على موقع تيرنر كلاسيك موفيز (الإنجليزية)
- كورتني كوكس على موقع أول موفي (الإنجليزية)
- كورتني كوكس على موقع بوكس أوفيس موجو (الإنجليزية)
- كورتني كوكس على موقع قاعدة بيانات الأفلام السويدية (السويدية)
- مقابلة كورتني كوكس 1988 مع روي فيريس من كيو في يو إي حول فيلم شرنقة: العودة (1988) من أرشيف تكساس للصورة المتحركة